# Edificio del Parlamento de Georgia en Kutaisi
El Edificio del Parlamento de Georgia en Kutaisi (en idioma georgiano:საქართველოს პარლამენტის შენობა ქუთაისში), fue construido de 2011 a 2012 en Kutaisi, tradicionalmente la segunda ciudad más importante de Georgia, se encuentra a 231 kilómetros al oeste de Tiflis, la capital de la nación, a la casa del Parlamento de Georgia. Encargado por el CMD Inginieros, el edificio fue inaugurado el 26 de mayo de 2012 y, de acuerdo con la respectiva cláusula constitucional, se convirtió en la sede principal del Parlamento recién elegido en octubre de 2012 hasta que la legislatura regresó a Tiflis en enero de 2019.

## Historia
El exterior del edificio está dominado por una cúpula de vidrio y acero de forma ovalada de 100 metros por 150 metros sostenida por un elemento concreto en forma de techo que descansa sobre la bóveda.  Fue construido por iniciativa del entonces presidente de Georgia Mikheil Saakashvili en el sitio de un monumento a los soldados soviéticos de la Segunda Guerra Mundial; el monumento fue demolido con explosivos para liberar espacio para la construcción en diciembre de 2009, matando accidentalmente a dos personas, una madre y una hija. El gobierno, durante la construcción del edificio, lo promovió como un símbolo del brillante y democrático futuro de Georgia. Su ubicación en Kutaisi se promocionó como un impulso para la economía regional allí, así como una forma de unir al país. Los críticos afirman que el edificio es una pérdida de dinero, y que tener el Parlamento en Kutaisi, mientras que el resto del gobierno permanece en Tiflis, es ineficiente.
Después de que expiró el mandato de Saakashvili, el nuevo gobierno de la coalición Sueño Georgiano decidió trasladar todas las actividades parlamentarias a Tbilisi. La enmienda constitucional aprobada en 2017 entró en vigor en diciembre de 2018 y no contiene ninguna referencia a Kutaisi como sede del Parlamento, lo que significa que el Parlamento regresó por completo a la capital en enero de 2019. El edificio en Kutaisi pasará a posesión del Ministerio del Interior de Georgia.